# Шарипов, Мишон Джумаевич
Мишон Джумаевич Шарипов — советский хозяйственный, государственный и политический деятель.

## Биография
Родился в 1933 году в кишлаке Шурабе. Член КПСС с 1964 года.
С 1958 года — на хозяйственной, общественной и политической работе. В 1958—1982 гг. — инженер проектного института «Ленгипропищепром» в Ленинграде, главный инженер СМУ-24 треста «Спецстрой» Министерства строительства Таджикской ССР, начальник главного управления по газификации «Главтаджикгаз» Министерства коммунального хозяйства Таджикской ССР, заместитель заведующего отделом строительства и городского хозяйства ЦК КП Таджикистана, управляющий трестом «Союзтаджикгаз» Таджикской ССР, первый секретарь Душанбинского горкома КП Таджикистана, министр строительства Таджикской ССР.
Избирался депутатом Верховного Совета Таджикской ССР 8-10-го созывов. Делегат XXIV съезда КПСС.
Жил в Таджикистане.